# Гипотеза подарка
«Гипотеза подарка», также «Гипотеза о подарке для ванной» (англ. The Bath Item Gift Hypothesis) — 29-й эпизод (11-я серия второго сезона) американского ситкома «Теория Большого взрыва» (2007—2019), вышедший в эфир 15 декабря 2008 года в период рождественских праздников. Серия считается одной из наиболее известных и популярных в сериале благодаря сцене обмена рождественскими подарками между Шелдоном и Пенни, которая вручает ему салфетку с автографом культового для фанатов научной фантастики актёра Леонарда Нимоя. В ответ малоэмоциональный Шелдон, который избегает всяческих физических контактов, неожиданно обнимает девушку.

## Сюжет
По просьбе гениального физика-экспериментатора Дэвида Андерхилла Леонард Хофстдтер помогает ему в лаборатории с исследованиями. Леонард рад с ним сотрудничать, но ревнует, когда тот начинает встречаться с Пенни. Шелдон Купер, который презирает Рождество как языческий ритуал, ведущий происхождение от римских сатурналий, смущён желанием Пенни преподнести ему рождественский подарок, так как это обременяет его повышенными социальными обязательствами, и чувствует себя обязанным купить ей подарок, который будет соответствовать ценности её. Он уговаривает Говарда Воловица и Раджеша Кутраппали помочь ему с этой задачей, на что они неохотно соглашаются. В торговом центре они решают, что в качестве ответного презента подойдут ванные принадлежности. Не зная, что Пенни подарит ему, Шелдон скупает практически весь ассортимент, намереваясь угадать, что может соответствовать подарку Пенни, а потом вернуть остальное. Приготовившись ко всему, он с нетерпением и чувством превосходства ожидает встречи. 
Отношения Пенни и Андерхилла быстро заканчиваются разрывом, когда становится известно, что её новый знакомый женат. Леонард узнаёт об этом только тогда, когда приходит в квартиру Пенни, чтобы поговорить с ней об их собственных отношениях.  
В квартире Шелдона Пенни вручает ему салфетку с автографом культового для фанатов научной фантастики актёра Леонарда Нимоя: «Шелдону. Живи долго и процветай. Леонард Нимой». Выясняется, что она попросила оставить надпись на память во время обслуживания актёра в кафе, где работает официанткой. Девушка говорит, что ценность салфетки не велика, так как Нимой вытер ей рот. Однако в глазах Шелдона это придаёт салфетке огромное значение. «Ты хоть понимаешь, что это значит? Мне нужна только здоровая яйцеклетка, и я смогу вырастить собственного Леонарда Нимоя!» Он выносит из своей комнаты все заготовленные подарочные корзины. Кроме того, считая, что сделал недостаточно, Шелдон, который избегает физических контактов, даже дарит Пенни своё объятие.

## История создания

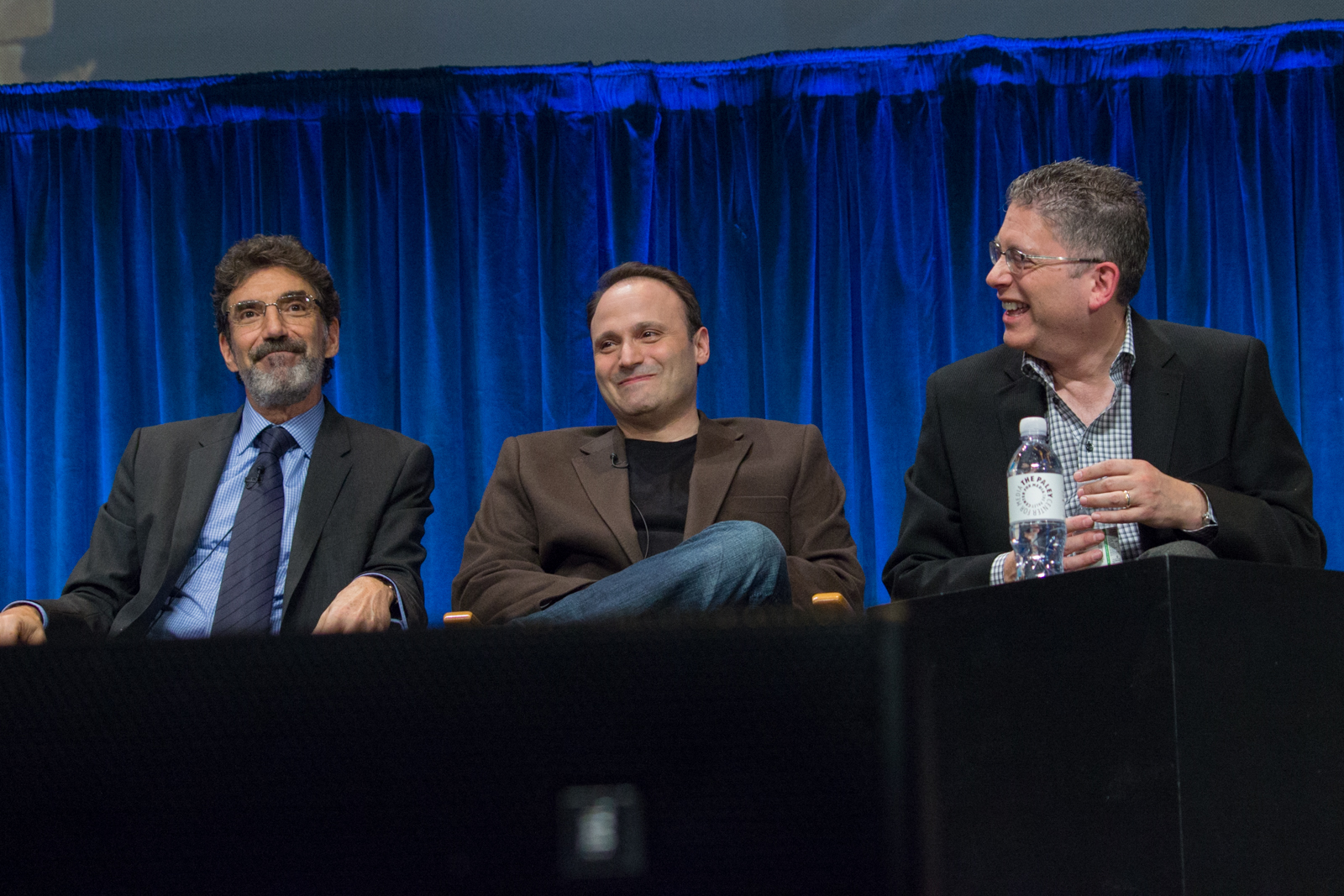
Создатели сериала (слева направо) Чак Лорри, Стивен Моларо и Билл Прэйди в 2013 году

К работе над сценарием второго сезона авторы приступили в июне 2008 года. Его премьера состоялась на канале CBS 22 сентября 2008 года. В качестве гостевого актёра эпизода «Гипотеза подарка» был приглашён Майкл Трукко, сыгравший роль привлекательного и разностороннего физика-экспериментатора Дэвида Андерхилла, у которого на непродолжительное время завязываются отношения с Пенни. Как и большинство серий второго сезона, «Гипотезу подарка» (производственный код 3T7361), снял режиссёр Марк Сендроуски. По воспоминаниям актёра Джима Парсонса (Шелдон Купер), съёмки не давались команде легко, пока не дошли до обмена подарками. «Знаете, такие сцены моментально становятся классикой, это понятно ещё на стадии первой читки. Такое бывает, когда убойная шутка связана с чем-то очень важным для персонажа. Меня до мурашек пробирает, когда в хорошей комедии персонаж, от которого ты ничего не ожидаешь, — в нашем случае Пенни — вызывает у Шелдона настолько сильные эмоции. Ничто в сценарии не предвещает этого, и когда такое происходит, я очень радуюсь». 

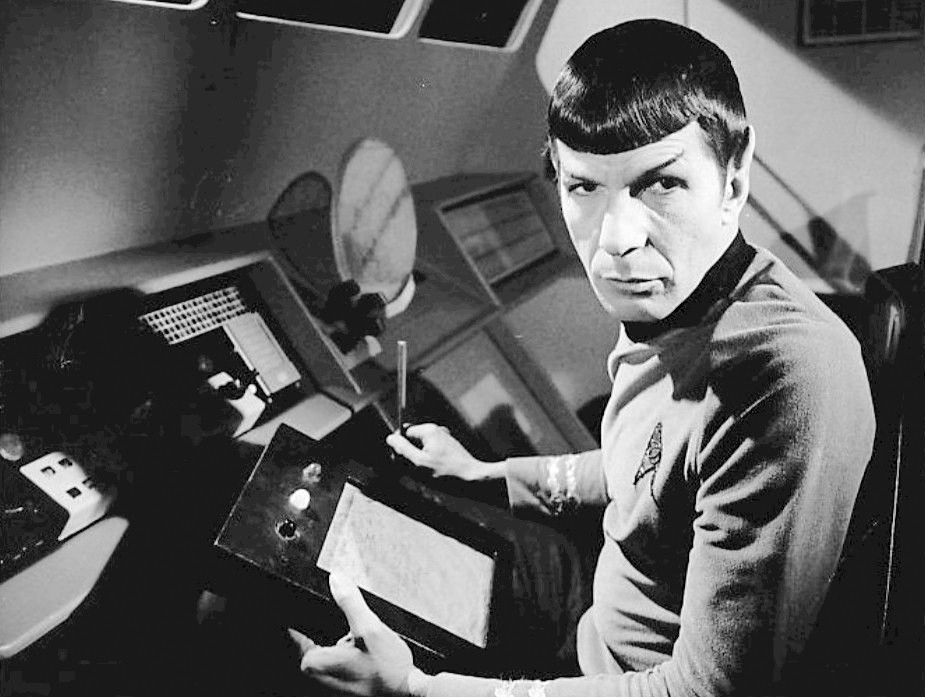
Спок в исполнении Леонарда Нимоя

Нимой, сыгравший Спока, является культовой фигурой для поклонников жанра научной фантастики. Для Шелдона Спок был объектом для подражания и учителем, так как тот в своих действиях руководствуется интеллектом и рациональными мотивами, а не чувствами. Продюсер и шоураннер сериала Стивен Моларо, который работал в нём начиная со второго сезона, рассказывал, что первоначально задумывалось, что Пенни подарит Шелдону фотографию с автографом Нимоя. Однако он поменял её на салфетку, будучи уверен, что так реакция зрителей будет лучше. Фотография казалась ему слишком доступной вещью, так как её можно было купить на eBay. Сценаристы Стивен Моларо, Эрик Каплан, Дэйв Гётш и Адам Фейберман работали над сценой перед прогоном её перед соавторами сериала Биллом Прэйди и Чаком Лорри. Фейберман придумал, что подпись должна получиться расплывчатой, так как Нимой вытер салфеткой рот. Услышавшему это предложение Моларо пришла в голову идея про ДНК, что он связывал с тем, что его мать была учительницей. Прэйди и Лорри зашли в сценарную комнату и стали читать черновик сценария. Сначала они не оценили новый поворот, так как ожидали увидеть сцену с фотографией. Моларо сказал, что в новом варианте лучше. Далее события развивались следующим образом: «Короче, Чак и Билл читали сцену, Билл дошёл до фразы „У меня теперь есть ДНК Леонарда Нимоя“ и заржал. А Эрик выдал: „Мне нужна только здоровая яйцеклетка, и я смогу вырастить собственного Леонарда Нимоя?!“ И теперь заржал уже Чак. Так что сцена получилась волшебная с самого начала».   
Дополнительную глубину сцене придало и то, что малоэмоциональный Шелдон, который избегает всяческих физических контактов, решил обнять Пенни. Эту деталь придумал Чак Лорри, который позже говорил о том, что она подняла шоу на новый уровень. Стивен Моларо также отмечал её значение: «Когда мы смотрели эту сцену на первом прогоне, то прям физически ощущали её энергетику. Это был тот случай, когда тебе прям не терпится, когда серию покажут на ТВ. Их объятие было невероятно искренним. Будто это была вовсе не игра по сценарию; мы просто проживали этот момент вместе с Леонардом, Пенни и Шелдоном. Настоящее волшебство». В книге «Сериал „Теория Большого взрыва“ от А до Я» указывалось, что в серии использовался не платок, на самом деле подписанный Нимоем: создатели просили его сделать надпись в благотворительных целях. Для этого ему прислали два платка — на тот случай, если ему не удастся удачно его подписать с первой попытки. Обратно вернулось оба платка: один подписанный, а второй нет. «Другой вернулся чистым и без подписи — он настоящий профи!», — говорил об этой истории Джим Парсонс. Однако Моларо рассказывал, что в кадр попала оригинальная салфетка с автографом Нимоя, которую они получили непосредственно перед съёмками. 
Дополнительные сложности создавала работа с подарочными корзинами. Шелдон должен был выглядеть как можно более неловко. Режиссёр и реквизиторы старались всячески усилить комический эффект, завалив Джима Парсонса подарками. Кроме того, сложность заключалась в том, чтобы звук целлофановой обёртки корзин не был слышен, так как микрофоны крайне чувствительны к посторонним шумам. Чтобы этого избежать реквизитор Скотт Лондон завернул корзины в тюль.

## Приём
29-й эпизод (11-я серия второго сезона) вышел в эфир 15 декабря 2008 года, собрав аудиторию 11,42 млн зрителей. Джеймс Чемберлен из IGN назвал весь эпизод хорошим, а концовку — «золотой», заметив, что она была почти идеальна. По его мнению, реакция «Шелдона на подарок — самые смешные полторы минуты экранного времени, что я видел на ТВ за последние годы». Журнал TV Guide поместил серию в сотню лучших телесерий всех времён. В TV Line назвали её одной из лучших в сериале, а сайт Vulture занёс её в свой список «Девяти серий „Теории Большого взрыва“, которые покорят даже скептиков». Журнал TV Critic отозвался об этом эпизоде как о лучшем во втором сезоне, похвалив его за удачное сочетание развития характеров персонажей и юмор.
Стивен Моларо говорил, что в действительности «это не самая лучшая серия, но людям свойственно забывать. Впрочем, в ней происходит одна из лучших сцен в истории телевидения». Парсонс относил эпизод к числу своих самых любимых, потому что здесь Шелдон впервые демонстрирует физический контакт. Леонард Нимой считал сцену «одной из самых лучших и смешных в сериале». В книге «Теория Большого взрыва. Самая полная история создания культового сериала» серия названа одной из самых популярных, с её появлением шоу «поднялось на новую высоту». В 2019 году The Herald-Dispatch назвал этот эпизод лучшим рождественским эпизодом всех времён.